# Johannes Mahl
Johannes Mahl (* 21. Mai 1998) ist ein deutscher Volleyballspieler.

## Karriere
Johannes Mahl spielte von Saison 2019/20 bis Saison 2022/23 bei den Baden Volleys SSC Karlsruhe und wurde dabei zweimal Meister der Zweiten Bundesliga Süd.